# みやぎから、
『みやぎから、』は、俳優の佐藤健と神木隆之介による共著のビジュアル対話集。2022年3月4日にNHK出版より刊行された。

## 概要
2人が、東日本大震災から10年を経た宮城県を再訪し、食・伝統・産業・文化・ものづくりなど、幅広い地域の魅力に触れながら現地の人々との対話を通して未来を見つめる旅をまとめたビジュアル対話集。
写真を豊富に用いて、訪れた場所でのありのままの表情や体験が多数収録されており、視覚的にも楽しめる構成となっている。

## 目的・構成
本書の刊行に際して、2人が以下の想いを語っている。
| 「 | 2021年夏、目に見えないウイルスの中で日常を模索する自分たちにとって、10年前に大きな被害を受けながら前を向いて歩み続ける東北の姿に学ぶべきものがあると感じ… …10年という時間は「区切り」ではなく、新たな「はじまり」であり、忘れてはいけない記憶に触れつつ、多くの気づきを得る今回の旅は、私たちにとって新しい旅のはじまりだと感じています。 | 」 |

## 特徴
- 宮城県各地を訪ね歩き、伝統芸能・食文化・ものづくりなどの魅力を紹介。
- 2人の旅の様子を収めた写真が多数掲載されており、臨場感ある構成。
- 七夕飾りづくりや鉄道運転体験など、著者自身が参加した活動も収録。
- 売上の一部は東日本大震災の復興支援に寄付される。

## 内容構成
| 章    | タイトル               | 主な訪問地・テーマ                   |
| ----- | ---------------------- | ------------------------------------ |
| 第1章 | 「それぞれの記憶」     | せんだい3.11メモリアル交流館         |
| 第2章 | 「祈りを込めて」       | 鳴海屋紙商事、行山流水戸辺鹿子躍     |
| 第3章 | 「土地の力を感じる」   | すみやのくらし、化石発掘体験         |
| 第4章 | 「つくり続ける意志」   | 本郷だるま屋など                     |
| 第5章 | 「ミュージアムの使命」 | 石ノ森萬画館、くりでんミュージアム   |
| 第6章 | 「海を知る水産を知る」 | フィッシャーマン・ジャパン、鶴亀の湯 |

## 特典・関連イベント
- 初回限定でオリジナルカード型しおり付き。
- 書籍帯の応募券によるプレゼント企画（東北名産品・オリジナルポスターなど）。

- 各地で写真展も開催。展示では書籍掲載・未掲載問わず厳選された写真や、現地で得たゆかりの品も公開され、旅の体験を共有する場となりました。展覧会は仙台・渋谷・名古屋・大阪・福岡・熊本などで開催された[2]。

## 評価・読者からの声
読者からは、美しい写真と共に、震災から復興を目指す宮城の今に触れられる前向きな内容との評価が多数ある。旅情や手仕事の温かみ、文化の継承にも触れられ、「写真が多くて2人の様子がよく見える」といった声も寄せられている。